# بات هيجارتي
بات هيجارتي (بالإنجليزية: Pat Hegarty)‏ هو لاعب قذف أيرلندي، ولد في 1947 في Youghal ‏ في جمهورية أيرلندا.